# 古庄駅 (徳島県)
古庄駅（ふるしょうえき）は、かつて徳島県那賀郡羽ノ浦町古庄（現・阿南市羽ノ浦町古庄）にあった、日本国有鉄道（国鉄）牟岐線（貨物支線）の駅（廃駅）である。

## 歴史

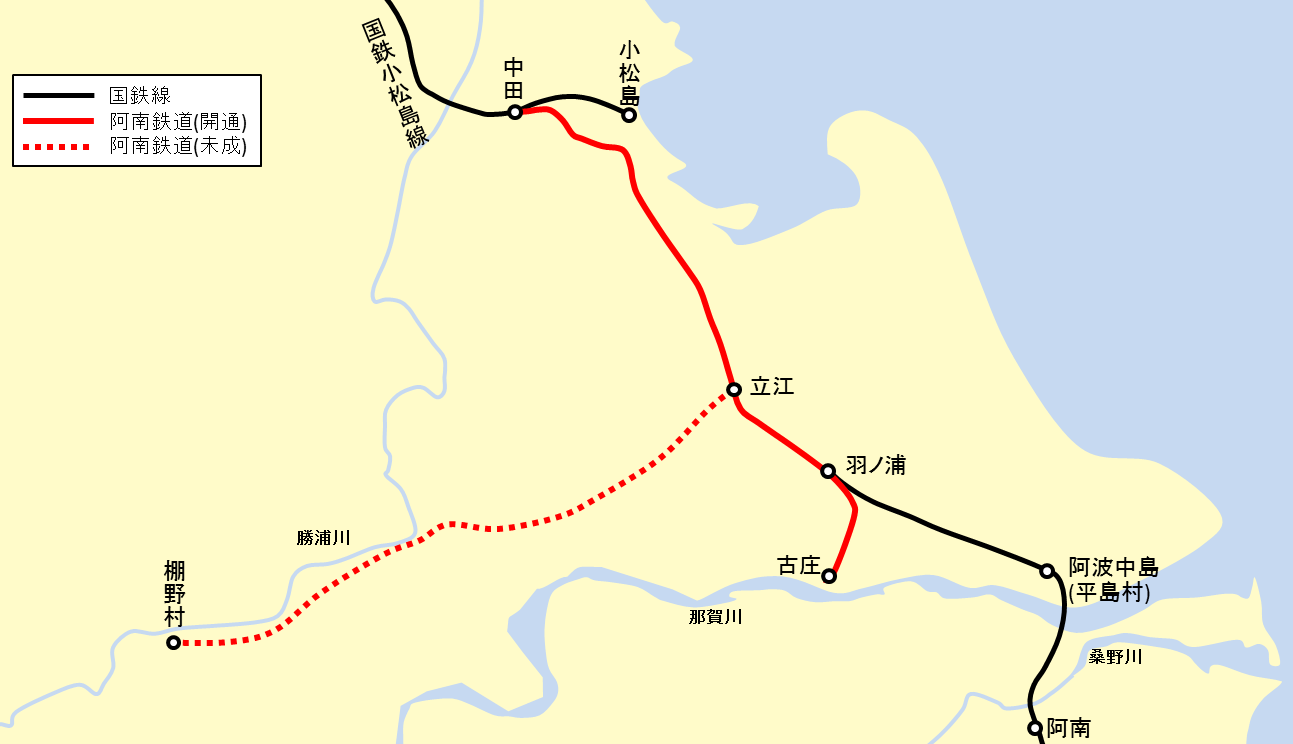
阿南鉄道の開通線と未成線の路線図、周辺の国鉄線を含む、国有化時に羽ノ浦-古庄間は旅客営業を廃止して貨物支線となった、後に徳島-中田間が牟岐線に編入され、羽ノ浦-古庄間の貨物支線は廃止、小松島線として残った中田-小松島間も国鉄末期に廃止となった

徳島県北部に比べて鉄道整備の遅れていた徳島県南部へ鉄道を敷設する目的で、1912年（大正元年）に阿南電気鉄道、後に改称されて阿南鉄道が発足し、中田駅から新野村（後の阿南市新野町）までの鉄道を計画した。しかし那賀川に架橋する費用がなく、計画を変更してこの古庄駅までの路線として1916年（大正5年）12月15日に開通した。開通後は、那賀奥方面、富岡方面への連絡駅となり駅前広場にはバスが並び、商店や旅館が軒を連ねて繁栄した。また上流からの木材・炭・まき・新茶などの集散地となり、筏流しをするいかだ師たちが芝居小屋や料理屋に出入りして賑わっていた。
しかし1936年（昭和11年）3月27日に1駅手前の羽ノ浦駅から分岐する形で国鉄牟岐線が開通し、古庄駅は羽ノ浦駅で分岐する支線の終点となった。同年7月1日に阿南鉄道は国有化され、羽ノ浦-古庄間は旅客営業を廃止して貨物線となり、古庄駅は国鉄牟岐線の貨物支線にある駅となった。これにより交通の拠点はさらに南へと移って行った。第二次世界大戦中、1943年（昭和18年）7月1日には戦争の激化に伴い営業が休止され、レールを撤去して供出した。1953年（昭和28年）5月10日に一度は営業再開したが、1961年（昭和36年）4月1日に国鉄の貨物合理化により廃止となった。

### 年表
- 1916年（大正5年）12月15日：阿南鉄道の駅として開業[2]。
- 1936年（昭和11年）7月1日：阿南鉄道を国有化。鉄道省の駅となる。旅客営業を廃止。貨物営業のみとなる[2]。
- 1943年（昭和18年）7月1日：営業休止[2]。
- 1953年（昭和28年）5月10日：営業再開[2]。
- 1961年（昭和36年）4月1日：廃止[2]。

## 現況
古庄駅廃止後の跡地は、消防団倉庫などが建っている。また、駅前広場は現在もその面影が残り、「駅前」と通称される。
- 徳島県道130号大林津乃峰線（旧国道55号）
- 徳島バス古庄バス停
- 阿波銀行古庄出張所（ATM）

## その他
- 1922年に制定された改正鉄道敷設法別表第107号に記された阿佐線は、当時徳島側の終点であった当駅を末端とする表記（「高知県後免ヨリ安芸、徳島県日和佐ヲ経テ古庄附近ニ至ル鉄道」）で記載されている。

## 隣の駅
日本国有鉄道
牟岐線（貨物支線）
羽ノ浦駅 - 古庄駅